# Matthias Andreæ
Matthias Andreæ, död 3 april 1653 i Ljungs socken, han var en svensk kyrkoherde i Ljungs församling och Östra Eneby församling. 

## Biografi
Matthias Andreæ föddes i Norrköping. Han blev i oktober 1627 student vid Uppsala universitet och 1636 kyrkoherde i Östra Eneby församling. Andreæ blev 1648 kyrkoherde i Ljungs församling. Han avled 3 april 1653 i Ljungs socken.

### Familj
Andreæ var gift tre gånger. Första hustrun avled 1638 och andra hustrun avled 1647. Tredje hustrun hette Anna och hade tidigare varit gift med kyrkoherden Elavus Törnevallius i Ljungs socken.